# Шеродсвил (Охајо)
Шеродсвил (енгл. Sherrodsville) град је у америчкој савезној држави Охајо.

## Демографија
По попису из 2010. године број становника је 304, што је 12 (-3,8%) становника мање него 2000. године.
| Група             | 2000.       | 2010.       |
| Белци             | 307 (97,2%) | 299 (98,4%) |
| Афроамериканци    | 1 (0,3%)    | 0 (0,0%)    |
| Азијати           | 1 (0,3%)    | 0 (0,0%)    |
| Хиспаноамериканци | 1 (0,3%)    | 1 (0,3%)    |
| Укупно            | 316         | 304         |